# Herwig von Meißen
Herwig (* im 11. Jahrhundert; † 27. Juni 1119) war von 1106 bis 1119 Bischof von Meißen. 
Herwig ist auch unter den Namen Herwich, Hervicus, Herevig, Herevicus, Hertwig, Herdewig oder Hebicus überliefert. Er soll in Wurzen im Gau Siusili geboren worden sein. Herwig ist der Stifter des von Meißen abhängigen Kollegiatstiftes Wurzen, das er mit Einkünften aus dem Burgwart Pouch, dem Zoll zu Wurzen und verschiedenen Grundstücken ausstattete und das 1114 eingeweiht wurde. Dort wurde er auch begraben. 1119 startete ein Kreuzzug gegen die Sorben, dem offenbar erbitterte Streitigkeiten im Grenzland vorangegangen waren. 